# Chetogena gynaephorae
Chetogena gynaephorae är en tvåvingeart som beskrevs av Chao och Shi 1987. Chetogena gynaephorae ingår i släktet Chetogena och familjen parasitflugor. Inga underarter finns listade i Catalogue of Life.